# Paolo Canè
Paolo Canè [ˈpaːolo kaˈnɛ] (ur. 9 kwietnia 1965 w Bolonii) – włoski tenisista, reprezentant w Pucharze Davisa, olimpijczyk.

## Kariera tenisowa
Jako zawodowy tenisista Canè występował w latach 1983–1997.
W grze pojedynczej awansował do 5 finałów turniejów rangi ATP World Tour, odnosząc w nich 3 zwycięstwa.
W grze podwójnej Włoch wygrał 3 turnieje ATP World Tour spośród 7 rozegranych finałów.
W latach 1986–1994 reprezentował Włochy w Pucharze Davisa rozgrywając łącznie 26 meczów, z których w 11 triumfował.
Canè 2 razy reprezentował kraj na igrzyskach olimpijskich. W turnieju pokazowym gry singlowej mężczyzn w 1984 roku z Los Angeles zajął 3. miejsce, natomiast w 1988 roku w Seulu (turniej oficjalny) awansował do ćwierćfinału.
W rankingu gry pojedynczej Canè najwyżej był na 26. miejscu (14 sierpnia 1989), a w klasyfikacji gry podwójnej na 43. pozycji (21 października 1985).

### Finały w turniejach ATP World Tour
| Legenda                                      |
| -------------------------------------------- |
| Wielki Szlem                                 |
| Igrzyska olimpijskie                         |
| Tennis Masters Cup / ATP Finals              |
| ATP Masters Series / ATP Tour Masters 1000   |
| ATP International Series Gold / ATP Tour 500 |
| ATP International Series / ATP Tour 250      |

#### Gra pojedyncza (3–2)
| Końcowy wynik | Nr | Data                | Turniej  | Nawierzchnia | Przeciwnik             | Wynik finału  |
| ------------- | -- | ------------------- | -------- | ------------ | ---------------------- | ------------- |
| Finalista     | 1. | 15 czerwca 1986     | Bolonia  | Ceglana      | Martín Jaite           | 2:6, 6:4, 4:6 |
| Zwycięzca     | 1. | 13 lipca 1986       | Bordeaux | Ceglana      | Kent Carlsson          | 6:4, 1:6, 7:5 |
| Zwycięzca     | 3. | 6 sierpnia 1989     | Båstad   | Ceglana      | Bruno Orešar           | 7:6, 7:6      |
| Finalista     | 2. | 1 października 1989 | Palermo  | Ceglana      | Guillermo Pérez Roldán | 1:6, 4:6      |
| Zwycięzca     | 3. | 26 maja 1991        | Bolonia  | Ceglana      | Jan Gunnarsson         | 5:7, 6:3, 7:5 |

#### Gra podwójna (3–5)
| Końcowy wynik | Nr | Data                | Turniej       | Nawierzchnia | Partner         | Przeciwnicy                        | Wynik finału  |
| ------------- | -- | ------------------- | ------------- | ------------ | --------------- | ---------------------------------- | ------------- |
| Zwycięzca     | 1. | 16 czerwca 1985     | Bolonia       | Ceglana      | Simone Colombo  | Jordi Arrese Alberto Tous          | 7:5, 6:4      |
| Finalista     | 1. | 11 sierpnia 1985    | Kitzbühel     | Ceglana      | Claudio Panatta | Sergio Casal Emilio Sánchez        | 3:6, 6:3, 2:6 |
| Zwycięzca     | 2. | 15 czerwca 1986     | Bolonia       | Ceglana      | Simone Colombo  | Claudio Panatta Blaine Willenborg  | 6:1, 6:2      |
| Zwycięzca     | 3. | 5 października 1986 | Palermo       | Ceglana      | Simone Colombo  | Claudio Mezzadri Gianni Ocleppo    | 7:5, 6:3      |
| Finalista     | 2. | 24 maja 1987        | Florencja     | Ceglana      | Gianni Ocleppo  | Wolfgang Popp Udo Riglewski        | 4:6, 3:6      |
| Finalista     | 3. | 14 sierpnia 1988    | Saint-Vincent | Ceglana      | Balázs Taróczy  | Alberto Mancini Christian Miniussi | 4:6, 7:5, 3:6 |
| Finalista     | 4. | 30 kwietnia 1989    | Monte Carlo   | Ceglana      | Diego Nargiso   | Tomáš Šmíd Mark Woodforde          | 6:1, 4:6, 2:6 |
| Finalista     | 5. | 8 kwietnia 1990     | Estoril       | Ceglana      | Omar Camporese  | Sergio Casal Emilio Sánchez        | 5:7, 6:4, 5:7 |